# トリセルリン

タイトジャンクション

トリセルリン（英語、Tricellulin）は、三つの上皮細胞間に形成される細胞間結合の様式の1種であるトリセルラータイトジャンクション（三細胞間密着結合）を構成するタンパク質の一つである。

## 構造
トリセルリンは約65 kDa（キロダルトン）の膜タンパク質である。細胞膜を4回貫通しており、膜貫通領域周辺はMARVELドメインと呼ばれる。2つの細胞外ループと比較的長い細胞質テールをN末端、C末端の両方に持つ。C末端側のOCELドメインは相同タンパク質のオクルディンとの相同性が特に高い。

## 機能と疾患
トリセルリンは、タイトジャンクションの形成には不可欠ではない。 しかし、相同タンパク質であるオクルディンと協調してタイトジャンクションストランド（TJストランド）の枝分かれを形成し、複雑な網目状のTJストランドネットワークの構築を行うことにより強い上皮バリアを形成する働きがあると報告されている。
トリセルリンは、ヒト劣性非症候群性難聴DFNB49の原因遺伝子である。ヒトの変異（Arg500Ter）を模したノックインマウス（Arg497Ter）の解析から、トリセルリンはトリセルラータイトジャンクションの微細構造の維持に必要であり、トリセルリンがないと内耳有毛細胞が変性死することが難聴の原因であることが明らかにされている。トリセルリンノックアウトマウスでも同様の表現型が見られる。

## 発見の経緯
トリセルリンは2005年に京都大学の月田承一郎らのグループによって、人工的に上皮間葉転換を起こした細胞で発現が減少する遺伝子をジーンチップで探索する実験によりオクルディンとの相同性を指標として発見された。